# Yokota Air Base
La Yokota Air Base è una base aerea della United States Air Force situata a Fussa, circa 30 km a ovest di Tokyo.
La base ospita il quartier generale delle Forze armate statunitensi in Giappone e il comando della 5th Air Force, facente parte delle Pacific Air Forces.
La base occupa un'area di 13,6 ha e dispone di una pista di atterraggio e decollo lunga 3.350 metri e larga 60, con pavimentazione in cemento. Nella base lavorano attualmente circa 14.000 militari e civili, in maggioranza statunitensi ma anche giapponesi.

## Storia
La base fu costruita prima della seconda guerra mondiale dal servizio aereo dell'esercito imperiale giapponese circa 1,5 km a ovest del fiume Tama, che scorre tra Tokyo e Yokohama. Dopo la resa del Giappone fu occupata dalla 1st Cavalry Division dell'esercito degli Stati Uniti e diventò il quartier generale delle Forze armate degli Stati Uniti in Giappone.
Durante la guerra di Corea la base di Yokota svolse un ruolo primario per la difesa della Corea del Sud, ruolo che è continuato durante la guerra fredda.
Negli anni '70 gli stormi aerei da combattimento sono stati spostati nella Kadena Air Base sull'isola di Okinawa, e da allora la base di Yokota ospita il 374th Airlift Wing, composto principalmente da aerei da trasporto militare Lockheed C-130 Hercules